# Isabel de Culemborg
Isabel de Culemborg (em neerlandês:  Elisabeth; Culemborg, 30 de março de 1475 — Culemborg, 9 de dezembro de 1555) foi uma nobre neerlandesa que possuía terras na atual Bélgica. Ela foi a última senhora do feudo de Culemborg de 1504 a 1555, que, pouco antes de sua morte, foi elevado a condição de condado pelo imperador Carlos V. É conhecida pelas suas obras de caridade.

## Família
Isabel foi a filha primogênita de Jasper de Culemborg, Senhor de Culemborg, Lienden, Honswijk, Ewijk, Goilberdingen e Hoogstraten, e de Joana da Borgonha.
Os seus avós paternos foram Geraldo II de Culemborg, Senhor de Culemborg, Ewijk, Werth, Everdingen, Goilberdingen, Tull, Honswijk e Lienden e Isabel de Buren. Os seus avós maternos foram Antônio da Borgonha, conhecido como o Bastardo da Borgonha e Maria de La Vieville. Antônio era o filho ilegítimo do duque Filipe III da Borgonha e de Joana de Presle, sendo assim tio de Maria, Duquesa da Borgonha, esposa do futuro imperador Maximiliano I.
Isabel teve nove irmãos: Carel, Ana, esposa de João de Pallandt, Joana, Geraldo, Cornélia, esposa de Guilherme de Rennenberg, Joost, Adelaide, esposa de Francisco de Bailleul e Madalena. Além disso, teve um meio-irmão por parte de pai, chamado João, que foi casado com Ida Zuermont, com quem teve um filho chamado Francisco.

## Biografia
Quando jovem, Isabel foi criada na corte de Borgonha de Filipe, o Belo. 

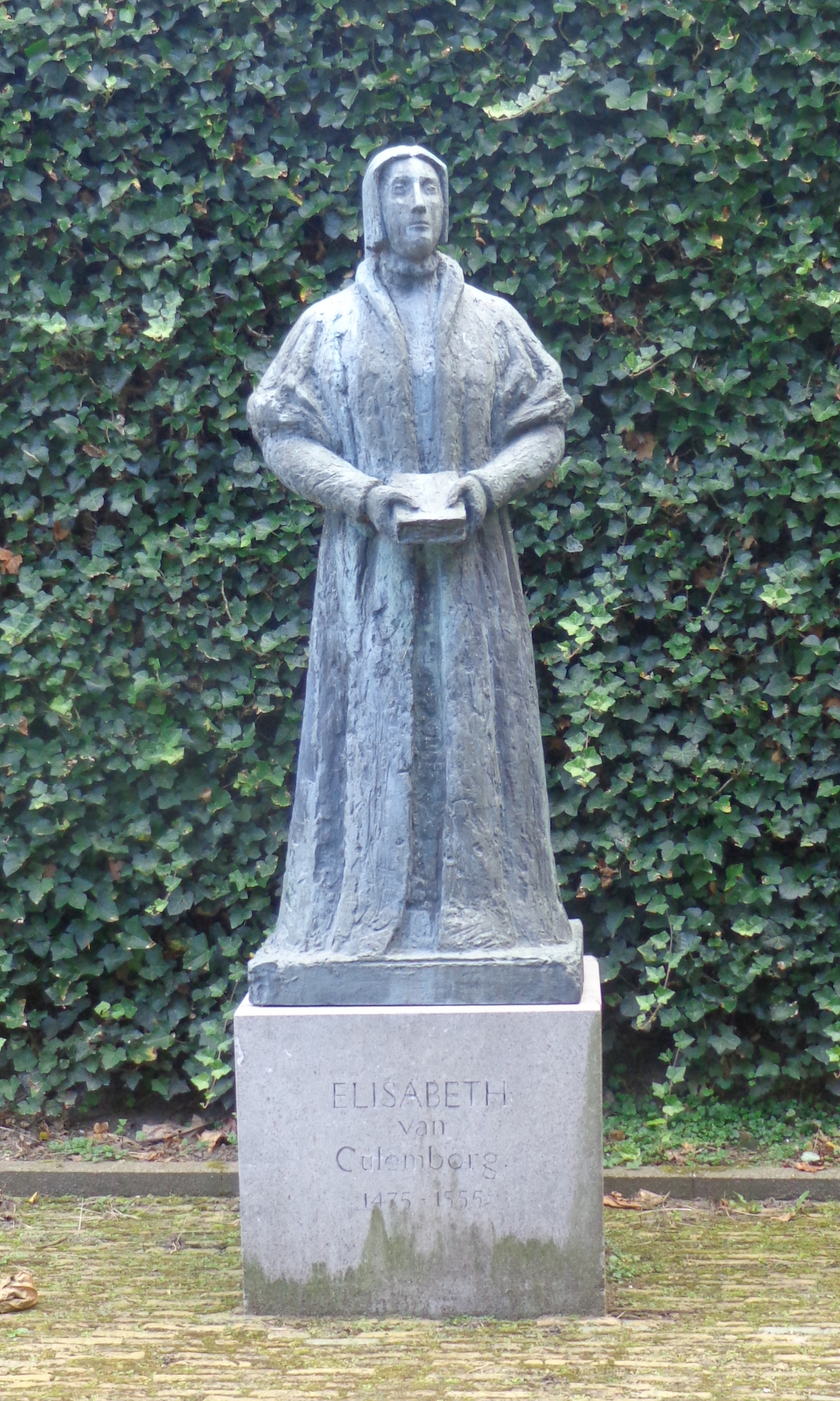
Estátua de Isabel no orfanato que leva o seu nome.

Quando o duque Filipe se casou com rainha Joana de Castela em 1496, ele fez de Isabel a madrinha de honra da nova esposa. Foi na corte que conheceu João de Luxemburgo-Ville, senhor de Ville que era o conselheiro de Filipe, agora o rei Filipe I de Castela. Os luxemburgueses descendiam do imperador alemão Carlos IV e eram aparentados com a dinastia Borgonha-Habsburgo - origem da qual derivaram muito prestígio. Eles se casaram em 1501.
Três anos depois, após a morte de seu pai, Isabel tornou-se a herdeiras dos bens mais importantes de Jasper, que eram administrados por Isabel porque João estava frequentemente ausente. Após a morte de Filipe, o Belo, em 1506, sua irmã mais nova, Margarida de Áustria, Duquesa de Saboia, regente dos Países Baixos, nomeou Isabel como sua primeira dama de companhia. O avô de Isabel, Antônio, era o tio de  Maria, mãe de Margarida. João foi nomeado membro do Conselho Secreto de Margarida, mas ele logo morreu em 1508. 
Em 1509, ela casou-se com Antônio de Lailang, senhor de Montigny, nobre do Condado de Hainaut, que era filho de Joost de Lailang,  que havia sido estatuder da Holanda e da Zelândia - posição que Antônio também ocuparia a partir de 1522, e de Bona de Viefville. Isabel primeiro deu ao marido o usufruto e depois a propriedade plena das mansões de Hoogstraten, Minderhout e Rijkevorsel e suas propriedades em Meer, Meerle e Meersel, além das cortes de Hoogstraten em Bruxelas e Mechelen. O casal vivia num estado distinto, com uma grande corte, e viajava entre as suas posses e obrigações: o antigo castelo sobriamente mobilado em Culemborg, um pequeno palácio em Mechelen (agora conhecido como Corte de Hoogstraten), uma casa espaçoso em Bruxelas e o castelo ricamente decorado de Hoogstraten. Provavelmente ficaram a maior parte em Hoogstraten, onde mandaram construir e mobiliar a Igreja de Santa Catarina.
Ela não teve filhos com nenhum de seus maridos. 
Isabel amava arte e arquitetura, além de apoiar a construção de lares para idosos e doentes mentais. Ela era conhecida como uma católica devota e feroz oponente dos protestantes e da Reforma. Ela proibiu reuniões secretas e livros "heréticos", como os livros de Erasmo de Roterdão, e permitiu que a Ordem dos Jesuítas se estabelecesse em Culemborg. Ela também financiou aulas de canto e música gregorianos, e também de boas maneiras no coro e na rua para crianças.
Em 1520, Isabel e Antônio deram a Culemborg um colégio com capela, provavelmente uma escola sacerdotal para estudantes pobres. No entanto, este projeto falhou, e o colégio foi convertido num pátio para doze idosos por volta de 1532. O casal também doou vitrais para igrejas no sul da Holanda (Lier, Bergen) e no norte da Holanda (Haia).
Após a morte de seu marido em 1540, a senhora de Culemborg já tinha aproximadamente 65 anos. Ela transferiu o condado de Hoogstraten para o primo de Antônio, Filipe de Lalaing, além do senhorio de Culemborg, o qual manteve, porém, em usufruto; já o resto de suas posses foram passadas para o seu primo, Florêncio de Pallandt. Em 1542, ela decidiu criar Florêncio, então com 3 anos, em seu castelo em Culemborg. A casa com quadra de handebol, labirinto, pomar e horta que Isabel construiu nos arredores de Culemborg foi provavelmente destinada a seu sobrinho-neto e sucessor Florêncio, e a seu sobrinho por casamento, Antônio. A condessa cuidou da educação estritamente católica dos dois meninos.
Isabel comprou a mansão de Sombreffe do último conde de Virneburg-Neuenahr em 1543, pouco antes de sua morte, de modo que ela foi mencionada em 1550 como: "Isabel de Culemborg, condessa de Hoochstraten, senhora de Culemborg, Borsele e Sombreffe, viúva de Montigny, Lense e Estrees". 
Em 1555, o senhorio foi elevado a condado pelo imperador Carlos V. Em 9 de dezembro daquele ano, a condessa faleceu, aos 80 anos, e foi sepultada na Igreja de Santa Bárbara em Culemborg.    Seu corpo foi transferido para Hoogstraten para ser enterrado no túmulo de Antônio de Lalaing. Em Culemborg e nas suas outras possessões (Everdingen, Zijderveld, Honswijk) os sinos das igrejas e mosteiros tocaram três vezes por dia durante trinta dias. No trigésimo dia, um caixão representando o seu coração foi colocado no coro do mosteiro Clare, em Culemborg.

### Legado
O seu testamento, redigido pouco antes da sua morte, menciona muitos legados – à família, aos funcionários e a numerosas instituições religiosas e de caridade. Depois de estes terem sido pagos, ela determinou que o restante dos seus bens deveria ser gasto na assistência aos pobres. Os executores responsáveis decidiram construir dois orfanatos a partir do restante: um em Culemborg e outro em Hoogstraten. Em 1560, Culemborg recebeu o primeiro orfanato construído especificamente no norte da Holanda. O Orfanato Isabel serviu por quase quatrocentos anos: os últimos órfãos partiram em 1952. Hoje, o prédio da Herenstraat 29 abriga uma biblioteca e um museu. A Fundação de Orfanato Isabel ainda é uma instituição de caridade que administra o patrimônio de Isabel de Culemborg.  